# Predajná
Predajná je obec na Slovensku v okrese Brezno. V obci je římskokatolický kostel sv. Tří Králů z roku 1612 a kaple Sedmibolestné Panny Marie z roku 1861 a Povýšení sv. Kříže z roku 1835.
První písemná zmínka o obci je z roku 1284. Obec patřila Lupčianskému panství. Svědkem dávné historie obce je i do života znovu zavedený někdejší symbol obce (znak), jehož historie sahá do začátku 17. století. Za zmínku stojí i skutečnost, že v nalezené historické pečeti se Predajná označuje jako "oppidum", čili městečko.

## Rodáci
- Michal Foltín - spisovatel, pedagog, publicista
- Juraj Pejko - básník, právník
- Alžbeta Poničanová - herečka